# Melinda gonggashanensis
Melinda gonggashanensis är en tvåvingeart som beskrevs av Chen och Fan 1993. Melinda gonggashanensis ingår i släktet Melinda och familjen spyflugor.
Artens utbredningsområde är Sichuan (Kina). Inga underarter finns listade i Catalogue of Life.